# Kimberly Drewniok

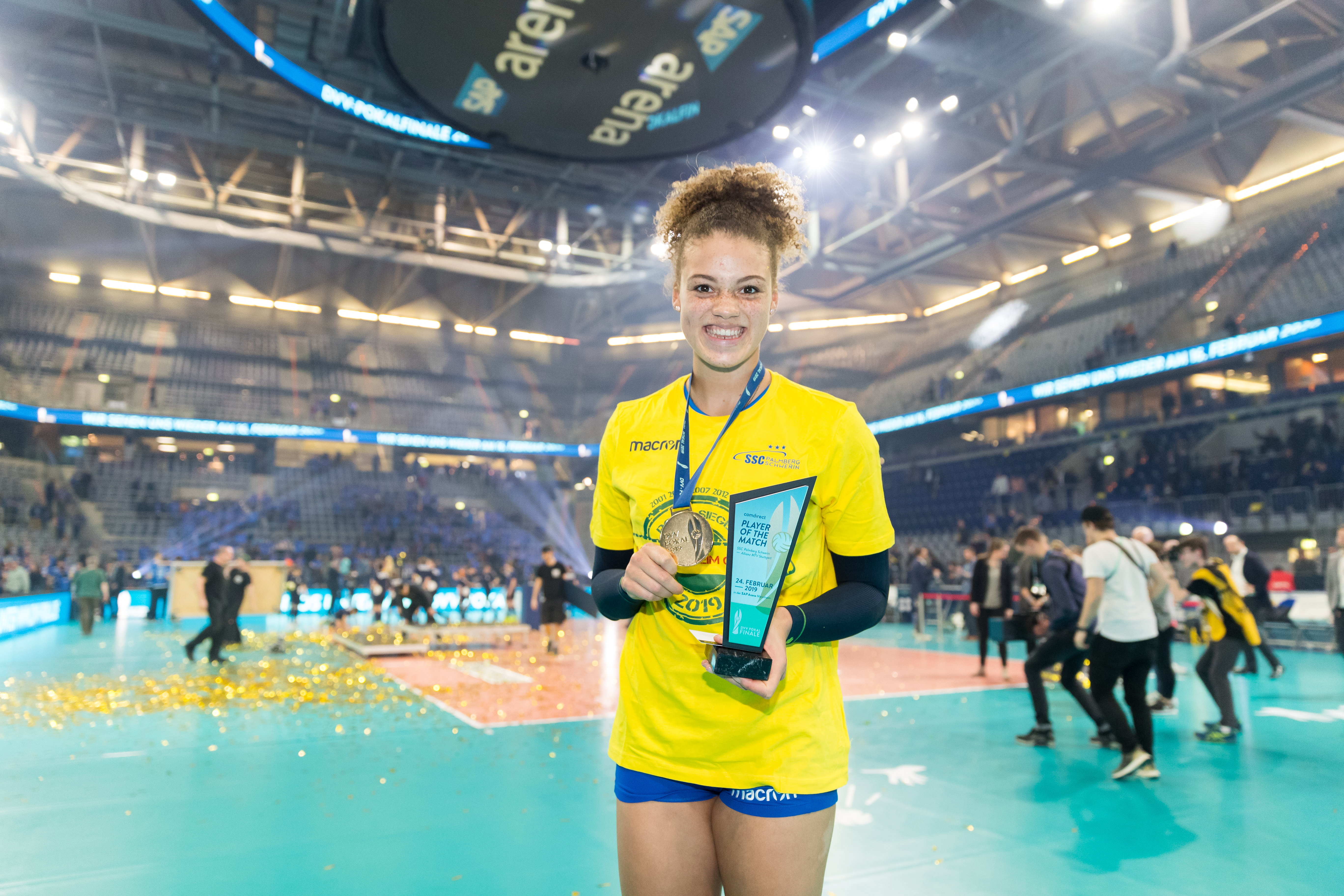
Kimberly Drewniok zwyciężczynią Pucharu Niemiec 2019

Kimberly Drewniok (ur. 11 sierpnia 1997 w Balve) – niemiecka siatkarka, grająca na pozycji atakującej. Reprezentantka kraju.
Jej matka jest Niemką, a ojciec pochodzi z Togo.

## Sukcesy klubowe
Superpuchar Niemiec:
- 2018, 2019

Puchar Niemiec:
- 2019

Liga niemiecka:
- 2019

Liga francuska:
- 2022[6]

## Nagrody indywidualne
- 2018: MVP Superpucharu Niemiec